# Nemzeti Bajnokság I 1912-1913
L'edizione 1912-13 del Nemzeti Bajnokság I vide la vittoria finale del Ferencvárosi TC, che conquista il suo ottavo titolo, il quinto consecutivo.
Capocannoniere del torneo fu Imre Schlosser del Ferencvárosi TC con 33 reti.
Il campionato era costituito da un girone per le squadre di Budapest, più altri sei campionati regionali. Questi si sarebbero sfidait tra di loro, e la vincente avrebbe sfidato la vincente di Budapest per il titolo nazionale. Il Győri ETO FC fu la squadra che avrebbe dovuto sfidare il Ferencvárosi TC per il titolo nazionale, ma la partita non venne disputata.

## Classifica (Budapest)
|    | Classifica          | G  | V  | N | P  | GF | GS | Dif | Pt |
| -- | ------------------- | -- | -- | - | -- | -- | -- | --- | -- |
| 1  | Ferencvárosi TC (C) | 18 | 16 | 1 | 1  | 77 | 13 | +64 | 33 |
| 2  | MTK                 | 18 | 12 | 2 | 4  | 50 | 18 | +32 | 26 |
| 3  | Budapesti TC        | 18 | 10 | 4 | 4  | 27 | 13 | +14 | 24 |
| 4  | MAC                 | 18 | 12 | 0 | 6  | 39 | 24 | +15 | 24 |
| 5  | 33 FC               | 18 | 8  | 3 | 7  | 35 | 33 | +2  | 19 |
| 6  | Budapesti AK        | 18 | 7  | 4 | 7  | 32 | 39 | -7  | 18 |
| 7  | Bp. Törekvés SE     | 18 | 5  | 4 | 9  | 25 | 45 | -20 | 14 |
| 8  | Újpesti TE          | 18 | 4  | 4 | 10 | 24 | 40 | -16 | 12 |
| 9  | Nemzeti SC          | 18 | 2  | 2 | 14 | 19 | 68 | -49 | 6  |
| 10 | Terézvárosi TC      | 18 | 1  | 2 | 15 | 22 | 57 | -35 | 4  |

- (C) Campione nella stagione precedente

### Verdetti
- Ferencvárosi TC campione d'Ungheria 1912-13.
- Terézvárosi TC retrocesso in Nemzeti Bajnokság II.